# Ланишче
Ланишче (словен. Lanišče) је насељено место у општини Шкофљица, Средњесловенска регија, Словенија.

## Историја
До територијалне реорганизације у Словенији било је у саставу града Љубљане, односно старе општине Вич–Рудник.

## Становништво
У попису становништва из 2011. године, Ланишче је имало 231 становника.
| Број становника према пописима | Број становника према пописима | Број становника према пописима |
| ------------------------------ | ------------------------------ | ------------------------------ |
| 1991                           | 2002                           | 2011                           |
| 199                            | 228                            | 231                            |

Напомена: Године 2008. извршена је мања размена територије између насеља Ланишче и Шкофљица.

## Галерија
- табла на улазу
- мароф Лисичје